# Rivoluzione verde
Per rivoluzione verde, o terza rivoluzione agricola, si intende l'approccio innovativo ai temi della produzione agricola che, attraverso l'impiego di varietà vegetali geneticamente selezionate, fertilizzanti, fitofarmaci, acqua e altri investimenti di capitale in forma di nuovi mezzi tecnici e meccanici, ha consentito un incremento significativo delle produzioni agricole in gran parte del mondo tra gli anni quaranta e gli anni settanta del Novecento. 

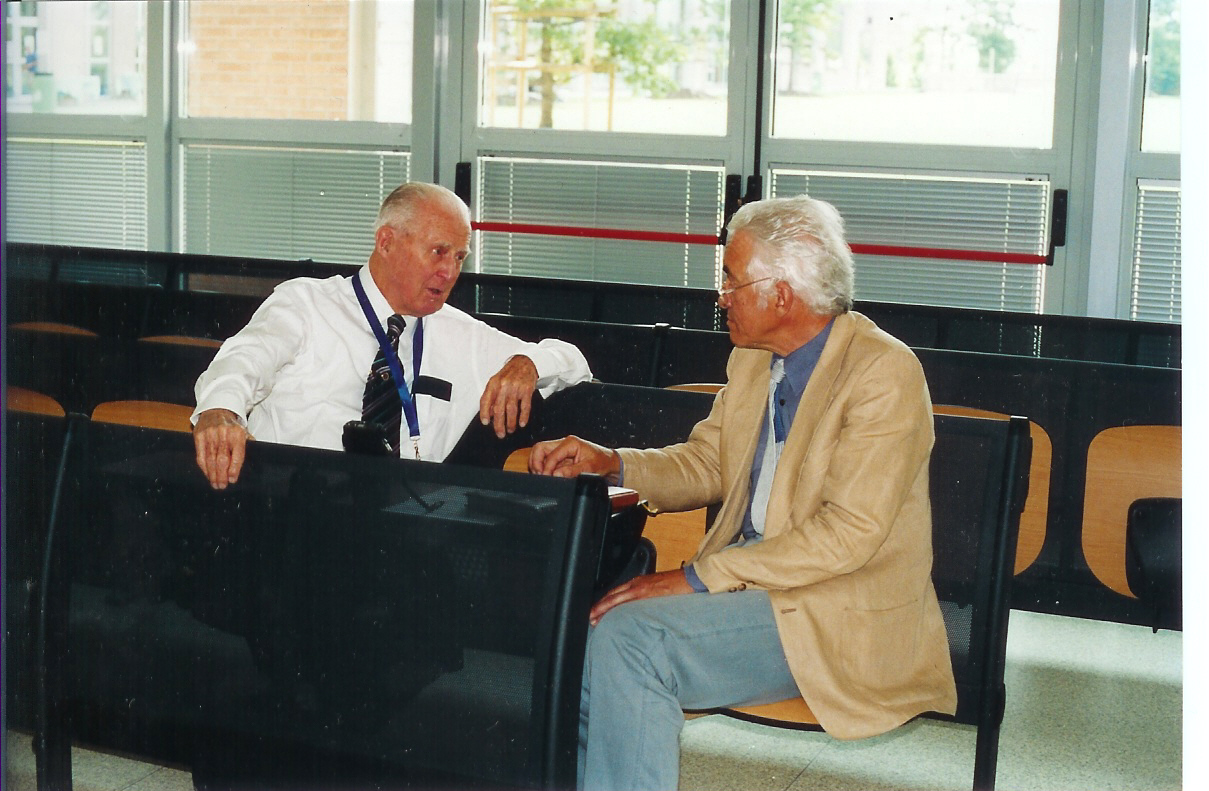
Intervista di Antonio Saltini a Norman Borlaug all'Università di Bologna nel 2004

Tale processo di innovazione delle tecniche agrarie iniziò in Messico nel 1944, ad opera dello scienziato statunitense Norman Borlaug (Premio Nobel per la pace nel 1970), con l'obiettivo di selezionare nuove varietà in grado di soddisfare le crescenti richieste alimentari e ridurre le aree a rischio di carestia. Oggi le tecniche sviluppate e  i caratteri selezionati sono diffusi in tutti i continenti. Tra le nazioni dove questo nuovo modo di fare agricoltura ha dato i migliori risultati si annoverano l'India e il sud-est asiatico e il Centro-Sud America. A causa delle condizioni climatiche e della complessa situazione geo-politica meno significativi sono risultati gli sforzi condotti nell'Africa sub-sahariana, che ancora oggi soffre di carestie endemiche.

## Storia

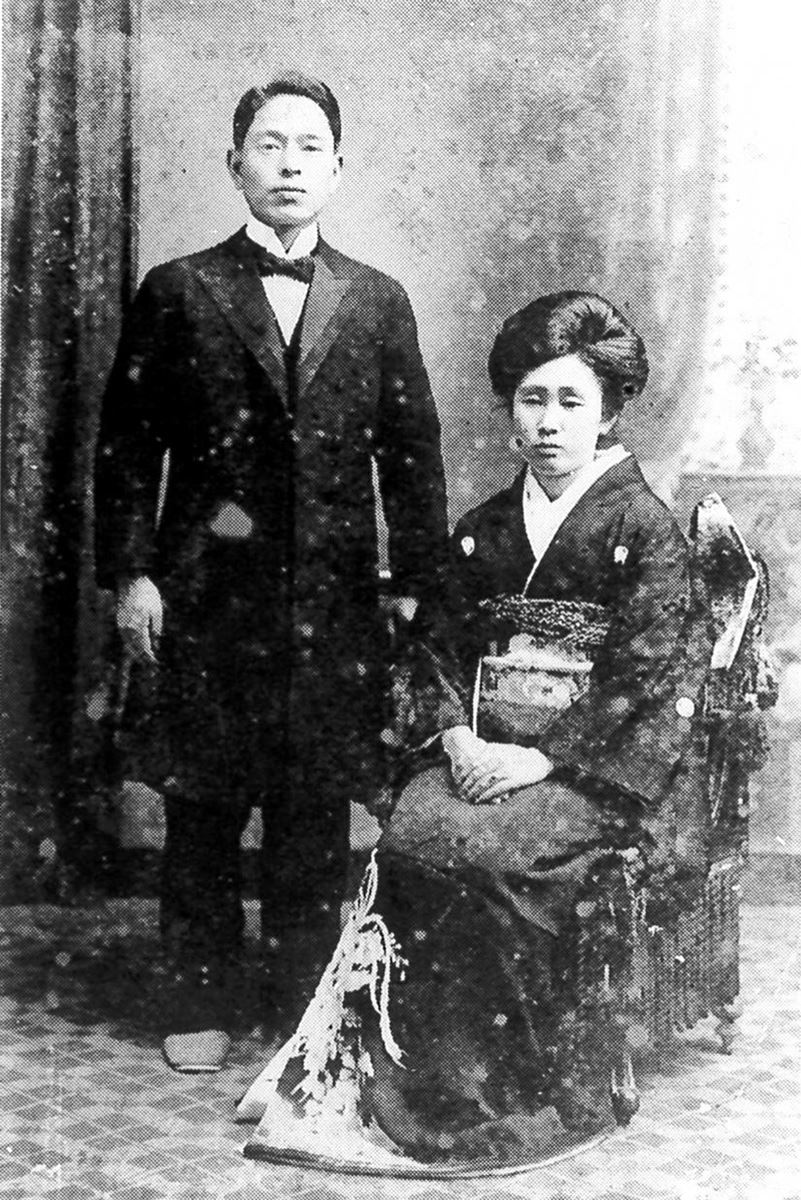
Gonjiro Inazuka (1897-1988), padre del Norin 10, e moglie

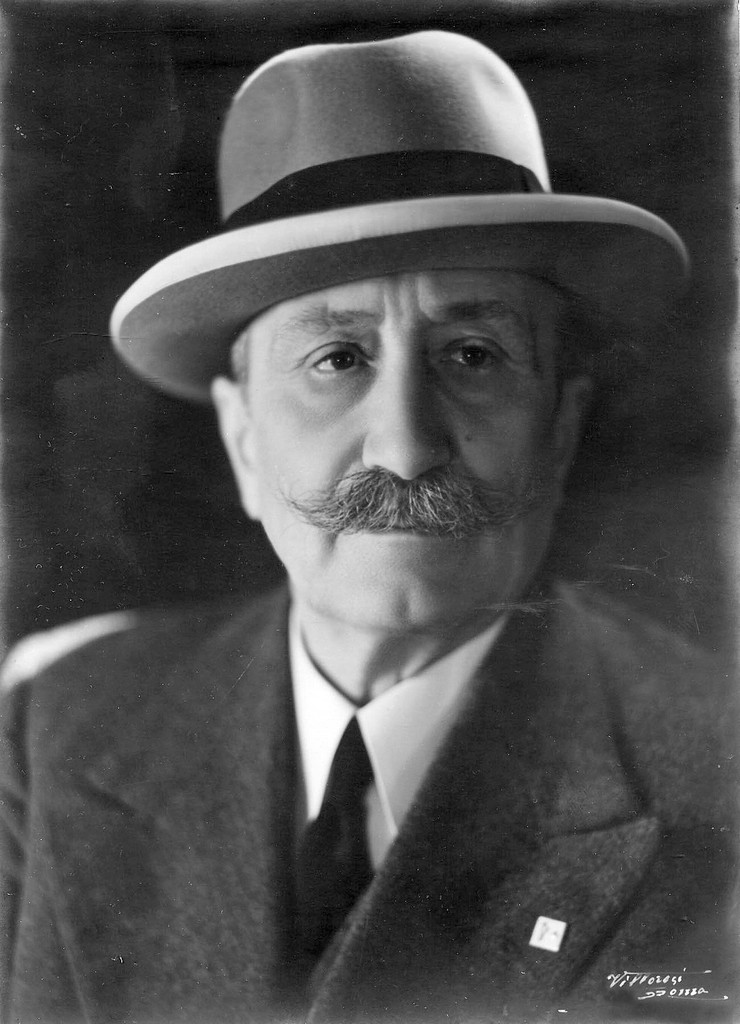
Nazareno Strampelli padre della Rivoluzione verde in Italia

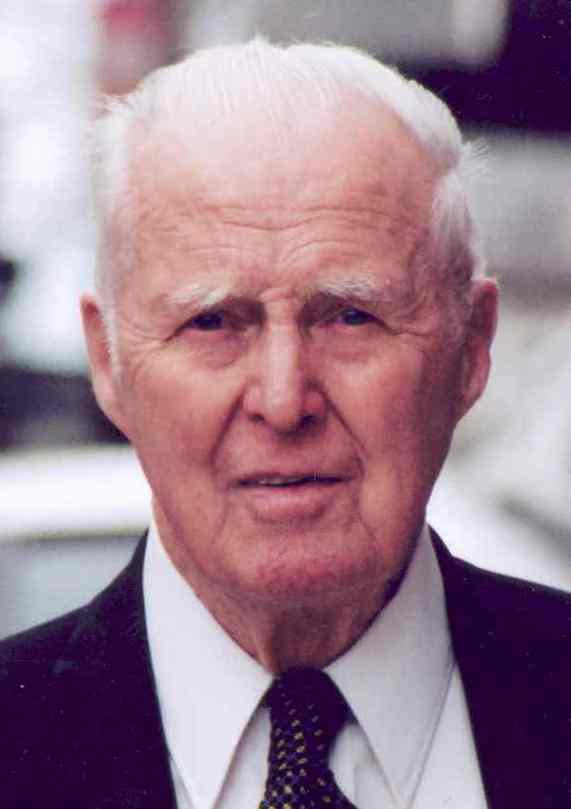
Norman Borlaug premio Nobel per la pace nel 1970

L'inizio della rivoluzione verde si fa comunemente risalire al 1944, quando la Rockefeller Foundation fondò un Istituto per incrementare la produttività agricola delle fattorie messicane. Ciò produsse risultati sorprendenti: il Messico passò dal dover importare metà del suo frumento all'autosufficienza nel 1956, fino all'esportazione di mezzo milione di tonnellate di frumento nel 1964.

### Figure chiave
In realtà, questo approccio al miglioramento genetico fu inizialmente messo in atto da parte di un ricercatore italiano, Nazareno Strampelli, nei primi anni del Novecento. Le sue varietà ibride di frumento furono uno degli elementi decisivi che consentirono di vincere la cosiddetta battaglia del grano lanciata in quegli anni da Benito Mussolini.. 
Strampelli seguì un indirizzo strategico consistente nella riduzione della taglia del grano per evitare l'allettamento e migliorare la raccolta, e l'anticipo della maturazione della cariosside per evitare la stretta.
Tra le numerose varietà giapponesi utilizzate da Strampelli, l'Akakomugi fu il più importante infatti incrociato questo con un ibrido ottenuto dal grano Rieti e dal grano olandese Wilhermina Tarve ottenne l'Ardito che era a taglia corta (70-80 cm.) e a maturazione precoce.
Grazie al suo lavoro l'Italia non conobbe carestie dopo la seconda guerra mondiale.
Gran parte del merito della trasformazione agricola viene dato ad ogni modo ad un allora giovane genetista americano, Norman Borlaug, che incrociando frumenti bassi in particolare il giapponese Norin 10 e frumenti altamente produttivi, ottenne frumenti di taglia contenuta, il cosiddetto "grano nano", capace di grandi produzioni. Altro obbiettivo del lavoro di Borlaug fu quello di creare varietà di grano in grado di adattarsi o comunque di produrre di più, in condizioni climatiche avverse. Per il suo lavoro e l'impegno nella lotta alla fame nel 1970 gli fu assegnato il Premio Nobel per la pace.
Certamente il lavoro di Borlaug ha potuto svilupparsi con successo per il lavoro precedente di  Gonjiro Inazuka che nel 1935 rilasciò il gano nano Norin 10 o Norinten, questo grano insieme all'Akakomugi ha trasmesso su scala mondiale il geni nanizzanti che hanno permesso la Rivoluzione verde di manifestarsi nelle coltivazioni cereagricole.
Dopo le sperimentazioni degli anni quaranta, le tecnologie furono esportate all'estero, trovando applicazione in tutto il mondo. Il successo nei rendimenti crescenti fu indiscutibile. La crescita dei rendimenti era tale da consentire all'agricoltura di tener testa alla crescita della popolazione, scongiurando le fosche previsioni di Malthus. La produzione pro capite aumentò ogni anno dopo il 1950.
L'uso dell'ingegneria genetica in agricoltura, con la creazione di piante geneticamente modificate, che possiedano specifiche caratteristiche agronomiche, esalta il ruolo del progresso genetico ottenuto dalla rivoluzione verde, ma si colloca in un contesto specifico e indipendente che pone problematiche differenti.

## Risultati nei Paesi in via di sviluppo

### Produzione
Dall'inizio della Rivoluzione Verde, verso la fine degli anni 1960, il raccolto medio di riso in India ammontava a 1,5-1,6 tonnellate per ettaro. Da allora furono sviluppati oltre 1000 tipi moderni di riso (oltre la metà da parte dell'IRRI e dei suoi partner), il che portò ad un forte incremento della produzione di questo cereale. Nel 1980 la resa per ettaro delle risaie salì a 2 tonnellate, nel 1990 raggiunse le 2,6 tonnellate e 3 tonnellate nel 2000. Inoltre nuove specie a maturazione precoce abbreviarono il periodo di coltivazione e consentirono una seconda semina e relativo raccolto nella stagione. La specie IR36, ad esempio, consente un raccolto a 105 giorni dalla semina, mentre le specie tradizionali necessitano di 170 giorni. La produzione di riso in India salì dai 60 milioni di tonnellate nel 1970 ai 135 nell'anno 2000.
Le Filippine raddoppiarono la loro produzione di riso in due decenni dall'introduzione della specie IR8. Analoghi risultati si verificarono in altri paesi del sud-est asiatico. L'Indonesia che nel 1960, era un importatore netto di riso, nel 1984 era diventata autosufficiente. Il Vietnam, che negli anno '60 mostrava un deficit di produzione alimentare rispetto alla domanda interna, negli anni ottanta aveva già raggiunto un surplus produttivo di queste risorse.
Anche la produzione di cereali nel sud-est asiatico salì tra il 1965 e il 1995 di 66 milioni di tonnellate, cioè moltiplicando di oltre 5 volte la produzione originale. In totale, in quattro decenni, furono sviluppati oltre 3000 tipi diversi di piantine di riso, tutte ad alta resa.
Senza la Rivoluzione verde, inoltre, la superficie coltivata nei paesi in via di sviluppo sarebbe oggi di circa il 3-5 % maggiore di quella che effettivamente è.

### Lotta contro la fame
La produzione cerealicola dell'Asia si elevò complessivamente dai 385 milioni di tonnellate del 1965 a oltre un miliardo di tonnellate nel 2005. Questo forte incremento va attribuito all'adozione di nuove specie. La diffusione di queste ultime nei paesi in via di sviluppo è salita del 20% per il frumento e del 30 % nel 1970 e del 70 % per entrambi i tipi di cereali dal 1990 in poi.
Il problema dell'alimentazione legato al raddoppio della popolazione fu "superato" grazie alla crescita della produzione cerealicola: nel 1965 si producevano 207 kg di cereali pro capite, nel 2005, 275 kg. Il consumo di calorie a persona è salito, tra il 1981 e il 2003, di oltre il 40 % (da 1891 a 2695 kcal per giorno/persona). Sono anche degni di nota i progressi nell'aspettativa di vita e nella mortalità infantile. Le dimensioni della sottonutrizione sono chiaramente diminuite. La regressione più elevata ebbe luogo nell'Asia dell'est e del sud-est (dal 43 % del 1969/1971 al 13 % nel 1996/1998); in Africa, al contrario, la percentuale è scesa di poco.
Senza la Rivoluzione Verde nei paesi in via di sviluppo oggi i raccolti sarebbero del 22 % più bassi, si avrebbe un'importazione del 29 % superiore all'attuale e una disponibilità calorica pro capite del 14 % in meno, così come risulterebbe un maggior numero di sottoalimentati pari a 187 milioni di persone.

## Tecnologie
Le tecnologie della rivoluzione verde si suddividono in due categorie. La prima è la produzione di nuove varietà di piante; la seconda è lo sviluppo di nuove tecniche agricole.

### Miglioramento genetico

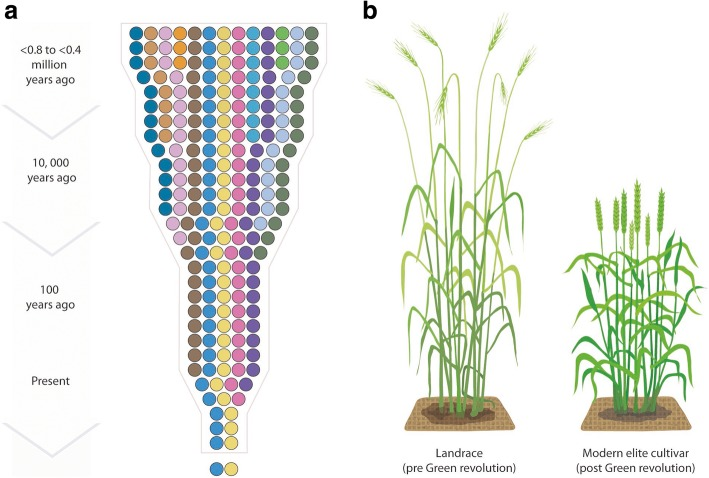
Sviluppo delle colture nel tempo, inclusa la perdita della diversità attraverso i colli di bottiglia genetici della domesticazione.

La maggior parte dei raccolti consumati dal pubblico di massa delle nazioni industrializzate è costituita da raccolti derivati da sementi della rivoluzione verde. La progettazione di ibridi, realizzati mediante impollinazione incrociata fra piante appartenenti a linee pure ottenute da selezione individuale nell'arco di più generazioni, per produrre la combinazione desiderata di caratteristiche in una singola varietà, era motivata dal desiderio in primo luogo di aumentare il rendimento del raccolto, e anche di estendere la durata per il trasporto e la longevità per la conservazione. La maggior resa degli ibridi si basa sul fenomeno genetico dell'eterosi, comunemente detto "vigore degli ibridi".
Il miglioramento del rendimento dei raccolti si accompagna ad un incremento dell'uso di combustibili fossili: infatti, gli ibridi sono più efficienti nello sfruttamento dei mezzi tecnici usati e si avvalgono della meccanizzazione in agricoltura.

### Tecniche agricole
Le tecniche messe a punto e sviluppate dalla rivoluzione verde sono, in breve:
- Uso massiccio di fertilizzanti chimici. Ogni pianta sostanzialmente conta su alcuni composti di base per crescere. In primo luogo è necessario l'azoto. Solo sotto forma di nitrato le piante possono assorbire l'azoto di cui hanno bisogno. Alcuni microorganismi trovati nel suolo sono capaci di trasformare l'azoto presente nell'aria nella forma di nitrato che le piante possono usare. La fissazione biologica dell'azoto può anche aver luogo per l'effetto di microorganismi viventi in piccoli noduli sulle radici di certe piante, come i legumi. I fosfati sono anche importanti, tanto quanto altri elementi presenti in tracce. Il pH del suolo (acidità o alcalinità) deve essere regolato fino a raggiungere le condizioni ottimali del prodotto in questione. In precedenza le condizioni del suolo dovevano contare solo su tecniche come la rotazione, la mistura di sementi, o fertilizzanti organici come il concime di cavallo. Il maggior passo avanti della rivoluzione verde in questo campo è stato l'uso di fertilizzanti chimici per aggiustare il pH del suolo e raggiungere i livelli giusti di tutti i composti necessari per la crescita della pianta.
- Irrigazione. Benché sia stata usata in agricoltura per migliaia di anni, la rivoluzione verde ha ancor di più sviluppato i metodi d'irrigazione migliorandone l'efficienza. È stato possibile avere più di un raccolto all'anno con una dipendenza ridotta dalle stagioni dei monsoni.
- Uso di macchinari pesanti. Le mietitrici meccanizzate e altri macchinari pesanti non erano nuovi per l'agricoltura, la mietitrice McCormick fu sviluppata nel XIX secolo da Cyrus Hall McCormick, ma la rivoluzione verde permise una riduzione drastica nel fabbisogno di lavoro umano nell'agricoltura estendendo l'uso dei macchinari per automatizzare ogni possibile processo agricolo.
- Prodotti fitosanitari. Lo sviluppo dei prodotti fitosanitari di sintesi (inclusi i cloruri organici ed i composti organofosfatici) ha permesso ulteriori miglioramenti nella produttività dei raccolti, grazie ad un controllo efficiente delle malerbe (mediante l'uso di diserbanti nella stagione della crescita) e l'abbattimento di insetti nocivi.

## Produttività
Le varietà sviluppate nella rivoluzione verde sono chiamate comunemente varietà ad alta resa (High Yielding Varieties, HYV), spesso, in quegli anni, definite anche «semi miracolo»: questa definizione tuttavia è scorretta o quantomeno incompleta, perché la caratteristica principale delle varietà della rivoluzione verde è quella di aumentare la produzione di quelle parti della pianta che possono essere usate in modo efficiente nella produzione industriale (e quindi vendibili sul mercato o esportabili) a scapito delle altre: le piante, cioè, si può dire che concentrino le proprie energie nello sviluppo di certe parti piuttosto che di altre (tipicamente, nell'esempio del granturco, la pannocchia invece delle foglie e del gambo), ma spesso la resa complessiva, cioè la biomassa prodotta, non aumenta ma diminuisce. 
Del resto, come sottolineato da Angus Wright, dal punto di vista scientifico parlare di miracolo è sempre errato e sospetto.
La resa, del resto, è alta se non si considerano i casi sfavorevoli (nella supposizione che siano eliminati dalla gestione diretta di ogni fase della vita della pianta), cioè solo in funzioni delle alte immissioni (input) di nutrienti e prodotti vari (fertilizzanti e fitofarmaci in genere e acqua), mentre in loro mancanza le varietà tradizionali indigene hanno rese maggiori, motivo per cui l'autore dello studio su quindici Paesi in cui si è visto il fenomeno citato, il dottor Palmer, dell'Istituto di ricerca per lo sviluppo sociale dell'ONU, propone l'espressione «varietà ad alta risposta» in sostituzione di quella «varietà ad alta resa».
Nel caso del riso, secondo un esempio di M. S. Swaminathan, due varietà, una ad alta resa e l'altra ad alto fusto precedente la rivoluzione verde, possono produrre entrambe 1000 kg di materia secca, ripartendole però rispettivamente in 500 e 500 o 700 e 300 kg di paglia e grani di riso: come si vede dalla tabella 1 (studio del 1944 sull'area di Hebbal condotto da A. K. Yegna Narayan Aiyer), in generale una varietà può produrre molti grani ma poca paglia o viceversa.
Nell'agricoltura industriale, la perdita della paglia non è considerata una riduzione della produttività perché la paglia non può essere venduta convenientemente, tuttavia essa potrebbe essere usata in loco in moltissimi modi: tradizionalmente, per nutrire gli animali (a loro volta utili come fonte di energia a basso costo e letame per la concimazione), ma anche per reintegrare i nutrienti nel terreno oppure, in prospettiva, produrre energia con una delle varie tecnologie sviluppate per le biomasse.
Le varietà indigene, spesso, se trattate adeguatamente (sviluppando l'irrigazione e con un uso minimo di fertilizzanti chimici per integrare i metodi di coltivazione tradizionali) possono dare risultati paragonabili a quelle delle varietà ad alta resa (oltre i 3705 kg per ettaro): Richaria riferisce che circa il 9% di tutte le varietà coltivate in Uttar Pradesh rientrano nella categoria ad alta resa, con rese costanti oltre i 4000 kg per ettaro per la varietà Modko a Bastar e 4400 per la Chinnar (un riso profumato) nella zona di Dhamtari (Raipur), con un concime detto FYM, integrato talvolta con basse dosi di fertilizzante azotato. 
Molte altre varietà vengono sviluppate di continuo con semplici incroci.
Nello studio del 1944 di cui sopra, si riferisce di una gara indetta dal governo centrale indiano in cui la resa minima fu di 5300 libbre/acro, con un massimo di 12000 a Salem.
Un altro esempio, nell'ambito della silvicoltura, è l'eucalipto, una varietà principe della rivoluzione verde, per la sua crescita rapida, che tuttavia è fortemente compromessa nelle zone dove viene attaccato dagli infestanti o con suoli poveri e scarsità d'acqua, e spesso non è paragonabile a quella delle varietà indigene nemmeno in condizioni favorevoli: in tabella 2 si vedono molte varietà presenti sul suolo indiano che hanno una produzione di biomassa superiore a quella dell'eucalipto, che come si vede dalla tabella 3 in condizioni sfavorevoli non produce quasi nulla, e in ogni caso ha un calo progressivo di produttività dopo il quinto o sesto anno.
La crescita dell'eucalipto, e in generale di tutte le varietà per la silvicoltura industriale, a differenza di quella degli altri alberi è concentrata nel tronco: la chioma si sviluppa scarsamente, così come le foglie e i frutti prodotti sono scarsi (da qui la minore biomassa totale). Soprattutto nelle zone molto piovose, la scarsità della chioma può esporre il suolo al dilavamento, non proteggendolo dalle forti piogge, e in quelle aride la scarsità delle foglie riduce la produzione di humus, il che (unito agli alti fabbisogni di acqua dell'eucalipto) porta all'inaridimento del suolo.
Nelle zone aride indiane l'«agroforesta decentrata», costituita di molte varietà di alberi (fra cui honge, tamarindo, artocarpo, mango, jola, gobli, kagli, bambù) in equilibrio e perfettamente integrati, distribuiti in aree in parte private e in parte comunitarie, e controllati dagli uomini, è sempre stata usata per produrre tutto il necessario per integrare l'agricoltura: cibo e foraggio per gli animali, fertilizzante e biocidi, combustibile e piccolo legname. 
Di là dal caso specifico, una varietà specializzata nella produzione rapida di legname da tronco può risultare meno conveniente di un'altra più adatta alle condizioni locali e che comunque produce una biomassa superiore o più varia, utile per altri scopi (anche solo come legna da ardere).

### Tabelle
| Nome delle varietà               | Grani | Paglia |
| -------------------------------- | ----- | ------ |
| Cbintamani sanna                 | 1663  | 3333   |
| Budume                           | 1820  | 2430   |
| Halubbalu                        | 1700  | 2740   |
| Gidda Byra                       | 1595  | 2850   |
| Chandragutti                     | 2424  | 3580   |
| Putto Bbatta                     | 1695  | 3120   |
| Kavada Bbatta                    | 2150  | 2940   |
| Garike Sanno                     | 2065  | 2300   |
| Alur sanna                       | 1220  | 3580   |
| Bangarkaddi                      | 1420  | 1760   |
| Banku (stagione piovosa 1925-26) | 1540  | 1700   |

| Nome della specie       | Età (anni) | Incremento medio annuo (m³/ha) |
| ----------------------- | ---------- | ------------------------------ |
| Duabanga sonneratioides | 47         | 19                             |
| Alnus nepalensis        | 22         | 16                             |
| Terminalia myriocarpa   | 8          | 15                             |
| Evodia meliafolia       | 11         | 10                             |
| Michelia champaca       | 8          | 18                             |
| Lophopetalum fibriatum  | 17         | 15                             |
| Casuarina equisetifolia | 5          | 15                             |
| Shorea robusta          | 30         | 11                             |
| Toona ciliata           | 5          | 19                             |
| Trewia nudiflora        | 13         | 13                             |
| Artocarpus chaplasha    | 10         | 16                             |
| Dalbergia sissoo        | 11         | 34                             |
| Gmelina arborea         | 3          | 22                             |
| Tectona grandis         | 10         | 12                             |
| Michelia oblonga        | 14         | 18                             |
| Bisebofia iavanica      | 7          | 13                             |
| Broussonatia papyrifera | 10         | 25                             |
| Bucklandia populnea     | 15         | 9                              |
| Terminalia tomentosa    | 4          | 10                             |
| Kydia calycina          | 10         | 11                             |

| Qualità del luogo | Età | Incremento medio annuo (m³/ha) (senza la corteccia) | Incremento percentuale dell'ultimo anno (m³/ha) (senza la corteccia) |
| ----------------- | --- | --------------------------------------------------- | -------------------------------------------------------------------- |
| Buona             | 3   | 8,1                                                 | –                                                                    |
| Buona             | 4   | 11,3                                                | 10,6                                                                 |
| Buona             | 5   | 13,5                                                | 22,3                                                                 |
| Buona             | 6   | 14,4                                                | 18,7                                                                 |
| Buona             | 7   | 13,9                                                | 11,3                                                                 |
| Buona             | 8   | 13,5                                                | 10,6                                                                 |
| Buona             | 9   | 12,9                                                | 8,0                                                                  |
| Buona             | 10  | 12,3                                                | 6,7                                                                  |
| Buona             | 11  | 11,6                                                | 5,2                                                                  |
| Buona             | 12  | 11,0                                                | 3,5                                                                  |
| Buona             | 13  | 10,4                                                | 3,6                                                                  |
| Buona             | 14  | 9,9                                                 | 3,7                                                                  |
| Buona             | 15  | 9,4                                                 | 1,9                                                                  |
| Povera            | 3   | 0,1                                                 | –                                                                    |
| Povera            | 4   | 0,4                                                 | 1,4                                                                  |
| Povera            | 5   | 0,7                                                 | 1,7                                                                  |
| Povera            | 6   | 0,8                                                 | 1,7                                                                  |
| Povera            | 7   | 0,9                                                 | 1,2                                                                  |
| Povera            | 8   | 1,0                                                 | 1,4                                                                  |
| Povera            | 9   | 1,0                                                 | 1,0                                                                  |
| Povera            | 10  | 1,0                                                 | 1,3                                                                  |
| Povera            | 11  | 1,0                                                 | 1,1                                                                  |
| Povera            | 12  | 1,2                                                 | 0,7                                                                  |
| Povera            | 13  | 1,0                                                 | 0,8                                                                  |
| Povera            | 14  | 0,9                                                 | 0,8                                                                  |
| Povera            | 15  | 0,9                                                 | 0,4                                                                  |

## Critiche
La rivoluzione verde è stata criticata sotto molti aspetti, ma il primo argomento è ambientale. La rivoluzione verde, sostengono i critici, è difettosa per diversi conti:
- Perdita di biodiversità. La diffusione degli ibridi della rivoluzione verde e le tecniche ad essa associate ha portato alla coltivazione di poche varietà di sementi. Alcuni raccolti hanno visto la riduzione del 90% delle varietà delle sementi. La dipendenza da uno o poche forme di sementi significa una aumentata fragilità della popolazione e una compromessa capacità di migliorare le sementi nel futuro, oltre ad una perdita non stimabile nel contributo ad una dieta varia. Inoltre le sementi della rivoluzione verde sono create per efficienza nella crescita e longevità (e a volte per l'apparenza), non per il valore nutritivo. L'introduzione dei prodotti principali della rivoluzione verde nelle regioni che in precedenza avevano centinaia o migliaia di varietà di sementi, così come la sostituzione di varie fonti nutritive con una singola alternativa della rivoluzione verde, ha portato ad un'alimentazione povera come risultato di un passaggio da diete varie con molte fonti nutritive a diete basate su uno o pochi cereali. La perdita di biodiversità può essere considerata un male in sé in quanto alterazione dell'ambiente e della natura, indipendentemente dai danni di natura alimentare che essa può provocare sull'uomo.
- Dipendenza da combustibili fossili. Mentre i prodotti agricoli aumentavano come risultato della rivoluzione verde, la quantità di energia richiesta dal processo di produzione (cioè l'energia che deve essere spesa per produrre un certo prodotto) è anch'essa cresciuta ad un ritmo più alto[senza fonte], così che il rapporto tra raccolto prodotto ed energia di input è andato via via diminuendo. Le tecniche della rivoluzione verde fanno pesante affidamento sui fertilizzanti e fitofarmaci chimici, alcuni dei quali devono essere prodotti a partire da combustibili fossili, rendendo l'agricoltura progressivamente basata sui prodotti del petrolio.
- Inquinamento. Il dilavamento di fertilizzanti e biocidi continua ad essere una rilevante fonte di inquinamento, e la maggior parte dell'inquinamento delle acque. Benché i principi attivi più persistenti, tossici e a volte cancerogeni della prima metà del secolo (come il 2,4,5-T e il DDT) siano stati pressoché eliminati dall'uso agricolo (anche se il DDT continua ad essere usato nelle nazioni del terzo mondo), i loro effetti non sono stati del tutto rimossi.
- Degrado del suolo. I critici sostengono che la rivoluzione verde distrugge la qualità del suolo su un lungo raggio. Questo è il risultato di una pluralità di fattori, inclusa la perdita per lisciviazione di alcuni componenti del suolo, l'accresciuta salinità del suolo derivante da una pesante concimazione minerale; che non permettono lo sviluppo adeguato dei microrganismi benefici del suolo e altri organismi; erosione del suolo; e perdita di importanti elementi residuali. Questo può condurre ad una dipendenza crescente dagli input (immissioni) chimici per compensare il deterioramento del suolo, un processo che in definitiva può fallire.
- Dipendenza economica nel caso dell'uso di OGM. Le multinazionali dell'agricoltura vendono ai piccoli contadini e alle grandi aziende agricole i propri semi geneticamente modificati adatti all'uso di specifici erbicidi, fertilizzanti e macchine agricole. Questi ultimi vengono prodotti e venduti anche dalle stesse multinazionali. Va anche precisato che in alcuni casi gli OGM permettono di evitare l'impiego di determinati insetticidi, di norma usati per la difesa nei confronti di un fitofago infeudato, come nel caso degli OGM che contengono il gene BT.

Inoltre, vi è anche una dimensione sociale importante, che deve essere presa in considerazione. La rivoluzione verde ha introdotto grandi cambiamenti in un mondo dove la maggior parte delle persone dipende ancora dall'agricoltura per la sopravvivenza. Il risultato di molte di queste tecniche è stato l'incoraggiamento di un'agricoltura di vasta scala ai danni di piccoli contadini, che non erano capaci di competere con l'alta efficienza delle sementi della rivoluzione verde. I risultati sono stati spostamenti di massa e urbanizzazione e povertà crescenti presso questi contadini e la perdita della loro terra a vantaggio di grandi aziende agricole, che sono molto più abili nella gestione delle imprese notevoli legate all'effettiva applicazione delle tecniche della rivoluzione verde. Ciò viene paragonato, dai sostenitori acritici della rivoluzione verde alle proteste dei Luddisti circa la rivoluzione industriale.
Una voce critica della rivoluzione verde è quella della scrittrice e attivista indiana Vandana Shiva.